# Bretnig-Hauswalde
Bretnig-Hauswalde là một đô thị ở huyện Bautzen, bang Sachsen, Đức. Đô thị Bretnig-Hauswalde có diện tích 14,4 km², dân số thời điểm ngày 31 tháng 12 năm 2006 là 3189 người.